# Debreceni Református Kollégium Általános Iskolája
A Debreceni Református Kollégium Általános Iskolája a Kollégium 8 évfolyamos alapfokú oktatási intézménye.

## Története
Az intézményt a Kollégium a bécsi tanügyi reform (Organisations Entwurf 1849) nyomán hozta létre 1864-ben, majd elemi- és polgári fiúiskolaként (külön épületekben) működtette az 1948-as államosításig.
Az iskola épületét az 1989-es rendszerváltás után vette vissza a Tiszántúli Református Egyházkerület. Az iskola Kollégium tagintézményeként 1992-ben indította újra az oktatást. A koedukált, iskolaotthonos, családias jelleggel működő intézmény tanulóinak száma 2005-re meghaladta a 400 főt, így a Kollégium főépületének intézményeihez hasonlóan helyhiánnyal küzdött. Ennek enyhítésére 2008-ban elhatározták a tetőtér beépítését.
2014 őszétől az általános iskola a gimnáziummal együtt annak régi – a Péterfia u. 1-7 alatt található – épületébe költözik, annak teljes felújítása után.
Az iskola a nevelési, oktatási programjában őrzi a református hagyományban gyökerező keresztyén szellemiségű értékrendet, kiemelt figyelmet fordít az egyéni képességek, a „tálentumok” feltárására és az életkornak megfelelő fejlesztésére. A tantervi anyagba beépítették a vívásoktatást és könyvtári órákat a Református Kollégium Nagykönyvtárában. A művészeti képzés sokszínűségének biztosításáért partneri kapcsolatot ápolnak a Vojtina Bábszínházzal, szereplési lehetőségeket biztosítanak a diákoknak a gyülekezeti alkalmakon és szorosan együttműködnek a Simonffy Emil Zeneiskolával.

## Nevesebb diákjai
- Kovács Máté (1906–1972) könyvtáros, művelődéspolitikus